# Musée de l’eau
Le Musée de l'eau est situé dans le village Bonjo du canton Wouri-Bwele, arrondissement de Yabassi, département du Nkam, région du Littoral. Son lieu d'implantation est la rive droite du Wouri en face du débarcadère de Bonakwaba-Bonio (île Wouri). Musée ethnographique, présente une collection variée d'objets d'arts (art plastique, danse, musique...). Il est également un centre d’interprétation de l'histoire du Cameroun au travers de photos et documents historiques. Cette institution culturelle prône l'unicité des peuples sawa.

## Histoire

### Débuts et projets
Le musée de l'eau se positionne à la fois comme un musée d'art (plastique, musique, danse sawa), un musée des sciences de l'homme (histoire, ethnologie, anthropologie), mais aussi un centre d'interprétation de l'histoire du Cameroun (photos et documents historiques) dont une partie importante s'est nouée sur les berges du Wouri,,. Le musée se consacre à la culture Sawa. Il est une initiative du chef traditionnel de Bona'anja Siga Bonjo, sa Majesté Narcisse Mouelle Kombi. Cette localité se situe dans le canton Wouri Bwele, sur la rive droite du fleuve Wouri à quelques kilomètres de la ville de Douala ,.
Il connait son inauguration en 2019 par le Gouverneur du Littoral Samuel Dieudonné Ivaha Diboua à l’occasion de la 4e édition du Festival Madiba qui est aujourd'hui une organisation indépendante qui participe au développement de la chefferie,. Reprenant les symboles forts et marquants de la culture du peuple de l'eau, l'architecte camerounais Sylvain Djache Nzefa réalise sa conception et son design architectural. Ceci décrit un aspect fini en forme de bateau.

### Mission
La dénomination de ce musée en dit long sur sa symbolique. Celle-ci traduit la source de vie liée à la fécondité, la fertilité et la spiritualité. Spécifiquement, ce musée renseigne sur les rapports homme et environnement. À travers ses collections, il apporte des éclaircies sur les savoirs endogènes des peuples de l'eau. Sa mission se décline en trois objectifs orientés autour des traditions, de la socio-culture et des interactions avec les occidentaux .
Il s'agit de:
- Révéler l'importance de l'eau au fil des siècles dans la vie du peuple Sawa à travers ses rites, traditions et mode de vie.
- Présenter de manière globale les origines des différentes communautés de l'eau et de manière particulières celles du Sawa.
- Renseigner sur les interactions et relations entre les peuples de la côte, les peuples des hinterlands et les occidentaux présents sur les terres de l'actuel Littoral camerounais dès le 15e siècle.

| \| 500 km1:18 610 000 \| National (1972) Doual'art(1991) Civilisations (2010) Lenale ndem (2013) Maritime (1986) Mankon (2005) |
| 500 km1:18 610 000 |

| 500 km1:18 610 000 |

| Musées (Année de création) |

### Acquisitions, mises en place et lancement
Le musée est consacré à la culture Sawa, à travers le prisme de l’eau, et montre toute l’importance de celle-ci dans la vie et dans la culture des Sawa : rites et traditions, mais aussi cuisine, beauté, et vie sociale. On retrouve ainsi des attributs du pouvoir chez les sawa (tabourets, trônes royaux, tenues traditionnelles, masques traditionnels), des objets de la vie quotidienne, mais aussi des proues de pirogue (tangé).
Le musée de l’Eau a bénéficié de l’expertise de la Route des Chefferies pour sa muséographie, mais aussi pour le bâtiment qui, en forme de bateau, reprend les symboles forts des Sawa et a été conçu par Sylvain Djache Nzefa. La Route des Chefferies continue d’accompagner le musée et son gestionnaire, et a réalisé le projet d’extension du musée qui s’inscrit dans un projet global d’aménagement du lieu (restaurant, jardin de l’eau...) porté par son chef traditionnel.

## Administration

### Promoteur, tutelle & direction/gestion du musée
Narcisse Mouelle Kombi est le promoteur de cette institution culturelle. Depuis 2011, ce chef de Bona'anja Siga Bonjo fait partie des décideurs dans le gouvernement du Cameroun. parti de conseiller spécial du président de la république, il est depuis janvier 2019 Ministre des Sports et de l’Éducation Physique.

### Tourisme et fréquentation
Un musée de l'eau dans l'eau. Cette immersion muséale fait partie des centres d'attraction des touristes. Se rendre au musée de l'eau, non seulement pour découvrir la culture Sawa mais aussi pour la vivre. Sa localisation près des berges du Wouri suscite à la fois peur et curiosité. Ceci est d'ailleurs l'un des arguments qui expliqueraient la particularité de cette destination touristique.
Principalement lié à son emplacement, le musée de l'eau jouit d'un climat favorable en tout point. L’environnement rural présente un aire de relaxation offrant une vue sur un étendu de verdure d'une part et d'autre part une vue sur un cours d'eau à perte de vue. L'air qui circule abondant mais librement apporte un climat très doux et couplé à la beauté que nous offre le paysage font tous simplement du musée de l'eau un endroits où s'y rendre et y séjourner.
Pour se rendre à partir de Douala, capitale économique du Cameroun, deux itinéraires vous permettent d’accéder au musée :  Par la voie routière : Bonabéri-Békoko-Souza-Carrefour Kaké – Miang – Mangamba – Bona'anja – Siga Bonjo à 50 km environ, et par la Voie fluviale : Bonamouang (Akwa Nord) – Bonjo à 20 km.
Les horaires de visite : du mardi au dimanche de 09h-17h.

## Architecture et organisation de l'espace

### Architecture
L'architecture du musée de l'eau puise sa source de la physionomie singulière de l'environnement aquatique, son écriture s'appuie sur des symboles forts de la cosmogonie et de la cosmologie sawa. Ce musée couvre une superficie d'environ 200 m; sa conception est une œuvre de l'architecte Sylvain Djache Nzefa. Il a la forme d'un bateau, ce qui symbolise la culture sawa,. Ayant pour principal objectif la représentation de l'histoire, l'héritage et le mode de vie de la communauté de l'eau, plus précieusement des sawa, son architecture tire sa source de l’environnement aquatique et des activités tournant autour de celui-ci. En vue de dessus (vue en vol d’oiseau), il présente une forme elliptique qui fait penser à un bouclier de guerrier étendu près du fleuve, mais en se rapprochant, on peut distinguer plus en détail sa composition architecturale qui est une superposition de formes composées.
Il a la forme d'une case adoptant une forme aérodynamique, plus élargie vers le milieu mais pointue allant vers les extrémités. Cette case se trouve à l'intérieur d'une autre structure ayant la forme d'une pirogue et l'ensemble de la composition est maintenue en suspension au-dessus des marées de l'estuaire du Wouri par un système de pilotis en bois. Il ressemble à une maison placée dans une pirogue posée sur des pilotis. Ce système de pilotis est bien visible en saison sèche mais disparaît sous les marées hautes en saison de pluie. Ceci confère au musée toute sa splendeur à l'image d'une pirogue qui tangue sur le fleuve du wouri prête pour l'embarquement.
Les façades arborent un rayé de bleue comme couleur dominante et de blanc telles des vagues faisant penser à un environnement sous-marin. Le tout est ensuite recouvert de plusieurs symboles qui renvoient aux différentes formes de vie aquatique et représentation totémiques et ancestrales.
Cette composition qui s'inspire fortement des symboles de la cosmologie et de la cosmogonie sawa est très parlante car elle donne une idée très symbolique de l'histoire du peuple, leur habitat et la connexion reliant le peuple sawa au monde marin et terrestre.

## Aspects techniques, équipement et services

### Aspects techniques
Le musée dévoile les multiples facettes symboliques de l’eau, ces valeurs intrinsèques qui éclairent des enjeux majeurs. Avec plus de 500 symboles identifiés par Samoura, tels que la fertilité, le pardon, la régénération et la solidarité, le musée devient un outil pédagogique puissant. Il est soutenu par le Ministère des Arts et de la Culture  et le Ministère du Tourisme et des Loisirs.

### Autres activités connexes liées
Le musée tient  des activités telles que les spectacles, des expositions, des vernissage et concerts.

## Collections
Il possède une collection d'objets de la pêche des peuples Sawa et ceux aux alentours.

### Expositions permanentes
Le musée de l'eau renferme plusieurs objets d'art exposés dans ce musée tels que les chaises du roi qui est en plusieurs formes et fabriqué en bois et perlées avec les perles en plus des objets on retrouve également des objets dérivés.

## Boutique artistique
Le musée de l'eau est très riche en termes d'œuvres d'art. On retrouve plusieurs œuvres d'art dans sa boutique artistique à savoir : la sculpture féminine datant de 1880-1901, les tabourets qui datent de 1880-1902, la sculpture sur les bois avec une date de 1880-1890, des masques de janus qui se datent de 1880-1901, les figures d'ancêtres féminines de 1850-1989, les sceptres de 1880-1899, des bagues en cuivre, 19. jahundert, des pipes fourneau des pipes de 1880-1898, des tambours de 1880-1898, des bols de 1870-1906, des machines à tisser avec de cadre à tisser de 1880-1899. tous ces œuvres sont réalisées par Stefanie et Godwin Kornes expose en 2023.